# Дом листьев
«Дом листьев» (англ. House of Leaves) — экспериментальный роман, дебютное произведение американского писателя Марка З. Данилевского, которое он писал десять лет, опубликованный в марте 2000 года издательством Pantheon Books. Переведён на несколько языков. В России роман впервые был опубликован в 2016 году издательством «Гонзо».
Сюжет сосредоточен на документальном фильме об обычной американской семье, обнаружившей в стенах своего дома проходы в колоссальное запутанное меняющееся пространство, и предпринимающей экспедиции по его изучению. Формат и структура «Дома листьев» необычные: некоторые части текста напечатаны под углом, другие возможно прочесть только перевернув книгу или подставив её к зеркалу; на некоторых страницах может быть только по нескольку слов, когда как другие заставлены сразу несколькими текстами в нескольких колонках — это делает роман ярким примером эргодической литературы. Каждый такой элемент отражает события в истории, часто создавая эффект агорафобии и клаустрофобии. Роман содержит многочисленные сноски, многие из которых имеют дополнительные сноски, в том числе ссылки на вымышленные книги, фильмы или статьи. Также роман отличается множеством рассказчиков, которые взаимодействуют друг с другом сложным и дезориентирующим образом.
В то время как некоторые пытались описать книгу как историю ужасов, многие читатели, так же, как и автор, определяют её как историю любви.

## Создание
Данилевский датирует происхождение романа 1990 годом и рассказом, который он написал после того, как узнал, что его отец умирает:

1990. Мой отец был директором Театральной школы Университета Южной Калифорнии. Я жил в Нью-Йорке. Потом мне позвонили. Телефонный звонок: «Марк, твой отец умирает». Он был в больнице. Почечная недостаточность, рак. Я сел в автобус Greyhound и направился на запад. За три бессонные ночи и три бессонных дня я написал статью объёмом более 100 страниц под названием «Редвуд». Помню, как пользовался перьевой ручкой. По дороге у меня едва хватило денег на газировку и закуски, и вот я выцарапываю слова этой абсурдно дорогой штукой из полированной смолы и золота. Я бы хотел сказать, что это был Пеликан, но не думаю, что это правильно. Еще одна вещь, которую я, кажется, помню: бумага, на которой я писал, имела бледно-голубой оттенок. Было также что-то в том, как ручка, казалось, впивалась в бумагу, одновременно создавая пышные мазки чернил. Что-то вроде порезов и проливания чернил. Как будто страница могла кровоточить. Я намеревался подарить эту рукопись отцу. Как уже неоднократно упоминалось ранее, отец в ответ предложил мне продолжить карьеру на почте. В свою очередь я превратил рукопись в конфетти и даже устроил парад жалости к себе, выбросив её в ближайший мусорный контейнер. Моя сестра в ответ вернулась позже к этому мусорному баку, забрала и снова склеила всё это скотчем.Оригинальный текст (англ.)1990. My father was head of the USC School of Theater. I was living in New York. Then I got the phone call. The 'Mark your father is dying' phone call. He was in the hospital. Renal failure, cancer. I got on a Greyhound bus and headed west. Over the course of three sleepless nights and three sleepless days I wrote a 100+ page piece entitled Redwood. I remember using a fountain pen. I barely had the change to buy sodas and snacks along the way and there I am scratching out words with this absurdly expensive thing of polished resin and gold. I'd like to say it was a Pelikan, but I don't think that's correct. Another thing I seem to remember: the paper I was writing on had a pale blue cast to it. There was also something about how the pen seemed to bite into the paper at the same time as it produced these lush sweeps of ink. A kind of cutting and spilling. Almost as if a page could bleed. My intention had been to present this piece of writing as a gift to my father. As has been mentioned many times before, my father responded with the suggestions that I pursue a career at the post office. I responded by reducing the manuscript to confetti, going so far as to throw myself a pity parade in a nearby dumpster. My sister responded by returning later to that dumpster, rescuing the confetti, and taping it all back together.

Написание «Дома Листьев» заняло десять лет, и в период с 1993 по 1999 год Данилевский зарабатывал на жизнь, работая баристой, сантехником и занимаясь репетиторством. В конце концов он нашёл литературного агента Уоррена Фрейзера, который, по словам Данилевского, «влюбился в это». Они обратились примерно к тридцати двум издателям, прежде чем Эдвард Кастенмайер из Pantheon Books решил взяться за проект. Небольшие отрывки из книги были доступны для скачивания из Интернета ещё до выхода первого издания, и ходил слух, что эти фрагменты «распространялись в глубинке Лос-Анджелеса, Лас-Вегаса и Сан-Франциско, в стрип-клубах и студиях звукозаписи задолго до публикации».
Первое издание в твёрдом переплёте со специальными подписанными вставками было выпущено 29 февраля 2000 года издательством Pantheon Books, а 7 марта 2000 года вышло издание и в мягкой обложке. Роман был удостоен премии Нью-Йоркской публичной библиотеки «Молодые львы». «Дом Листьев» переведён на множество языков, включая голландский, французский, немецкий, греческий, итальянский, японский, польский, португальский, русский, сербский, испанский и турецкий.

## Сюжет
Поначалу рассказ ведется от лица Джонни Труэнта, молодого человека, который работает в одном из тату-салонов Голливуда. Однажды его приятель Люд рассказывает о смерти своего соседа, 80-летнего слепого старика по прозвищу Дзампано (Зампано), в квартире которого обнаружился целый ворох странных рукописей. Заинтересовавшись, Труэнт забирает рукописи, которые складываются в фундаментальное исследование документального фильма под названием «Плёнка Нэвидсона», снятого известным фотожурналистом по имени Уилл Нэвидсон, хотя Джонни не может найти никаких доказательств того, что этот человек или сам фильм когда-либо существовали.
Вскоре странные события, описанные в рукописи, начинают проникать в жизнь самого Труэнта.

## Формат
Существует четыре издания романа «Дом листьев»:
- Неполное — в нём не используется цвет для выделения некоторых слов, не используется шрифт Брайля, вставки, приложения и указатель могут быть частично опущены;
- Чёрно-белое — так же не используется цвет для выделения некоторых слов, шрифт Брайля, но присутствуют чёрно-белые иллюстрации;
- Двухцветное — в нём либо слово дом выделяется голубым, либо зачёркнутые фрагменты и минотавр — красным. не используется шрифт Брайля, иллюстрации цветные или чёрно-белые;
- Полноцветное — слово дом выделено голубым, минотавр и все зачёркнутые фрагменты — красным, в единственном случае в 21 главе зачёркнутая строка выделена пурпурным цветом, присутствуют шрифт Брайля и цветные иллюстрации.

## Русские издания

#### Чёрно-белое
- Марк. З. Данилевский. Дом листьев = House of Leaves / пер. с англ. Д. Быков, А. Логинова, М. Леонович. — Екатеринбург: Гонзо, 2000. — 703 с. — ISBN 978-5-904577-41-4.

#### Полноцветное
- Марк. З. Данилевский. Дом листьев = House of Leaves / пер. с англ. Д. Быков, А. Логинова, М. Леонович. — Екатеринбург: Гонзо, 2000. — 750 с. — (Постмодернистиский роман). — 2000 экз. — ISBN 978-5-6051053-4-3.